# LZ8 Deutschland II

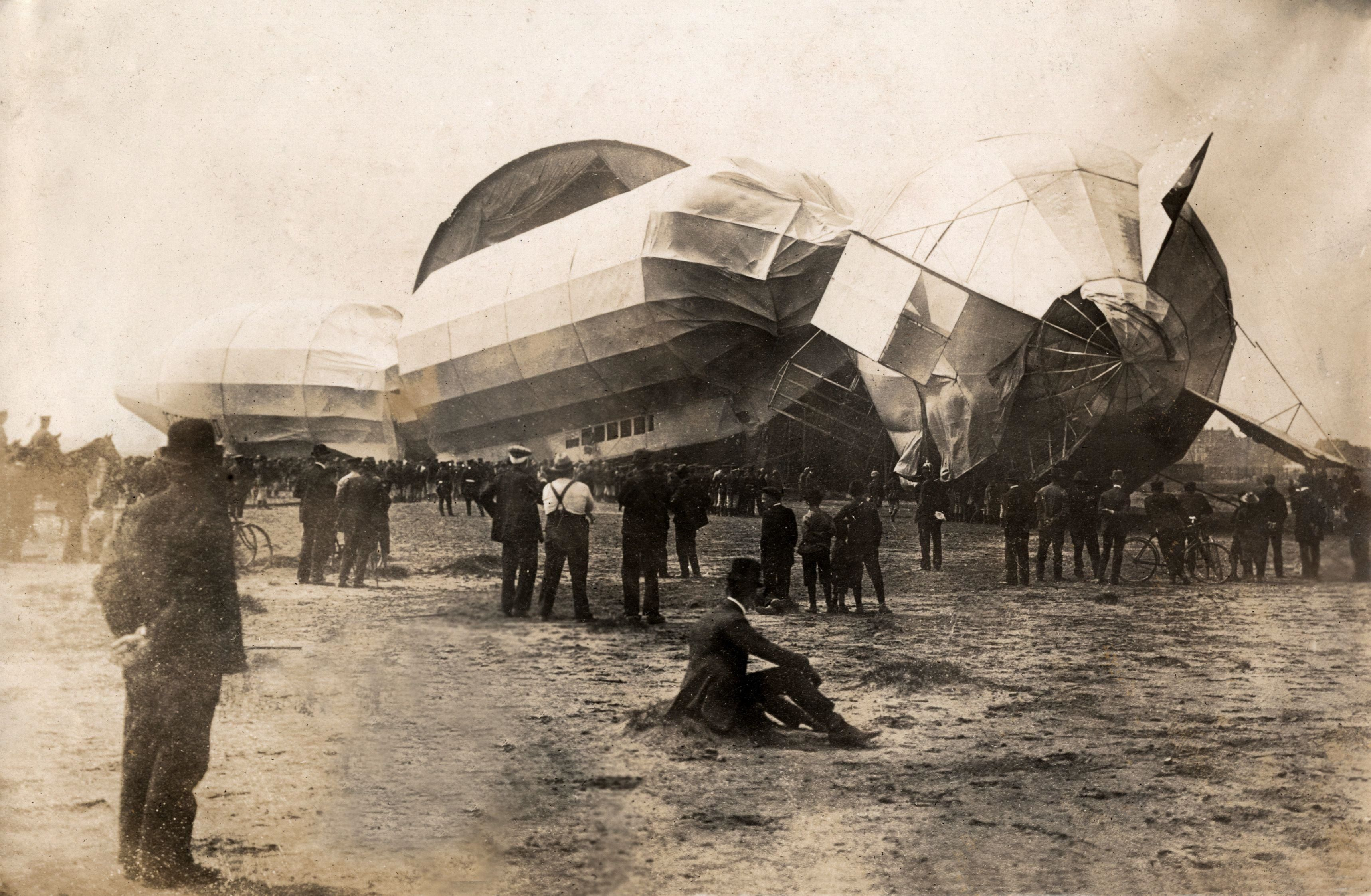
De verongelukte LZ8

De Deutschland II was het derde luchtschip van DELAG, en was net als de LZ7 Deutschland geen lang leven beschoren. Op 16 mei 1911, pas zes weken na de indienststelling werd het schip door een harde windvlaag hard tegen de hangar en een schutting die dienstdeed als windscherm gedrukt. Het schip vloog hierbij niet in brand. Het was al het derde schip van DELAG dat spoedig na de bouw verloren ging.